# 渡辺博文 (競馬)
渡辺 博文（わたなべ ひろふみ、1966年7月4日 - ）は、地方競馬の佐賀競馬場所属の調教師、元騎手。最終所属は柳井宏之厩舎。勝負服は胴青、袖赤、胴袖黄二本輪。
父は春木競馬場（1974年廃止）及び福山競馬場の厩務員。元騎手の渡辺勝行は実兄。

## 来歴

### 騎手時代
1986年3月31日付けで地方競馬騎手免許を取得し、福山競馬場・上原齊厩舎からデビュー。
同年4月27日第2回福山競馬1日目第2競走でサツキオーカンに初騎乗（8頭立て7番人気6着）。同日の第2回福山競馬1日目第10競走でトスカイツバメに騎乗（9頭立て7番人気）し初勝利。
福山在籍時には4度リーディングを獲得（1997年・2000年・2005年・2007年）。また、2001年5月28日には1日に7戦全勝の世界タイ記録を達成。
1997年・2001年、NARグランプリ優秀騎手賞を受賞。
1998年10月11日第10回福山競馬5日目第8競走をイシノムサシで勝利し地方競馬通算1000勝を達成。
2009年2月1日第18回福山競馬2日目第10競走菜の花賞をチアズジョイで勝利（8頭立て3番人気）し地方競馬通算2000勝を達成（13146戦目）。地方競馬では72人目、福山競馬では3人目（生え抜きでは2人目）の快挙となった。
2010年2月18日、第18回ゴールデンジョッキーカップに出場。総合成績は6位（第1戦3着、第2戦10着）。
福山競馬の廃止に伴い2013年4月1日付けで佐賀競馬に移籍。
2018年7月12日に平成30年度第1回調教師免許試験に合格したことにより、同年7月31日の佐賀競馬第12競走を最後に騎手を引退し、翌8月1日付けで調教師に転身した。
地方通算成績は17533戦2430勝・2着2265回・3着2031回・勝率13.9%・連対率26.8%。

#### 主な騎乗馬
- アオイアンジヨ（1989年新春賞）
- ヒヨシサト（1995年ローゼンホーマ記念）
- ミナミセンプウ（1996年福山大賞典）
- ローレルキセキ（1996年園田・益田・福山交流特別、クイーンカップ、福山4歳牝馬特別）
- ワイルドウイン（1997年クイーンカップ、福山4歳牝馬特別）
- タカラマイティ（1997年キングカップ）
- モナクダイキチ（1998年銀杯）
- モナクマリン（2000年瀬戸内賞）
- ミスターカミサマ（2000年全日本アラブグランプリ、2001年福山大賞典、福山桜花賞）
- フジナミスペシャル（2001年園田・益田・福山交流特別）
- アヤヒカリ（2002年福山3歳牝馬特別）
- デザートビュー（2003年クイーンカップ、銀杯）
- ドリーミング（2003年ローゼンホーマ記念）
- イケノスカレー（2003年福山3歳牝馬特別）
- ユノフォーティーン（2004年ヤングチャンピオン、全日本2歳アラブ優駿、2005年キングカップ、鞆の浦賞、アラブ王冠、2006年・2007年福山マイラーズカップ、2006年・2007年福山桜花賞、2007年ローゼンホーマ記念、2008年ファイナルグランプリ）
- フジノコウザン（2006年銀杯）
- アブソルートウイン（2007年椿賞）
- ナムラベンケイ（2008年福山大賞典、椿賞、福山桜花賞）
- グラスレジェンド（2009年福山王冠）
- ビービーバイラ（2010年クイーンカップ）
- シルクウィザード（2011年福山スプリントカップ）
- シルクユージー（2014年すみれ賞）
- ガンバルジャン（2014年志布志湾賞）
- レアファルコン（2015年初夏賞）
- トークーブケパロス（2017年初夏賞）

出典:

### 調教師時代
2018年10月に厩舎開業。
2019年5月26日、管理馬であるスーパージンガで九州ダービー栄城賞を制覇（12頭立て1番人気）し、騎手時代には縁のなかったダービー制覇を厩舎開業から1年も経たない内に果たした。
地方通算成績は775戦110勝・2着106回・3着84回・勝率14.2%・連対率27.9%（2021年7月25日時点）。

#### 主な管理馬
- スーパージンガ（2019年ル・プランタン賞、佐賀皐月賞、九州ダービー栄城賞、ロータスクラウン賞、花吹雪賞）
- プリマステラ（2020年カペラ賞）
- テーオーヘリオス（2021年遠賀川特別）